# Цанкар, Иван
И́ван Ца́нкар (словен. Ivan Cankar; 10 мая 1876, Врхника — 11 декабря 1918, Любляна) — словенский писатель-классик, прозаик, драматург, публицист, чье творчество определяло основную специфику «словенского модерна». Цанкар внёс большой вклад в развитие национальной культуры словенского народа. Создатель собственного самобытного стиля. «Его обширное творчество — прозa, дрaматургия, публицистикa, литерaтурная критикa, поэзия — пронизано духом борьбы против социального и нaционального гнетa, глубокой, трепетной человечностью и отмечено высоким художественным совершенством».

## Биография
Иван Цанкар родился в Врхнике, небольшом городке к югу от Любляны. Был восьмым ребёнком в небогатой семье. Отец его, обнищавший портной, после открытия в Врхнике магазина готового платья отправился на сезонные работы в Боснию. Мать с трудом содержала большую семью, в которой росло 12 детей. В 1882 году Иван начал посещать основную школу в Врхнике, в 1888 году окончил её с отличными результатами. Осенью того же года с помощью местных меценатов поступил в реальное училище в Любляне, где его учителем словенского языка был Фран Левец. Здесь он жил у родственника по отцовской линии Шимена, но из-за высокой платы за жилье переселился в более дешёвую квартиру. Все время жил в голоде и нищете. На каникулы отправлялся в Врхнику или к родственникам в Пулу.
В Любляне Цанкар окунулся в бурную студенческую жизнь, в 1892 году стал членом тайного литературно-политического ученического общества «Согласие» (словенское название: Zadruga), здесь познакомился с будущими поэтами словенского модернизма — Драготином Кетте, Йосипом Мурном и Отоном Жупанчичем, с которыми был связан всю свою жизнь.
После окончания учебы в люблянском училище, в октябре 1896 года начал изучать в Вене инженерное дело (он хорошо рисовал), но уже через месяц перешел на отделение славистики и романистики в Венском университете, лишившись при этом финансовой поддержки Краньского общинного совета (20 голдинаров), и занялся литературным трудом.

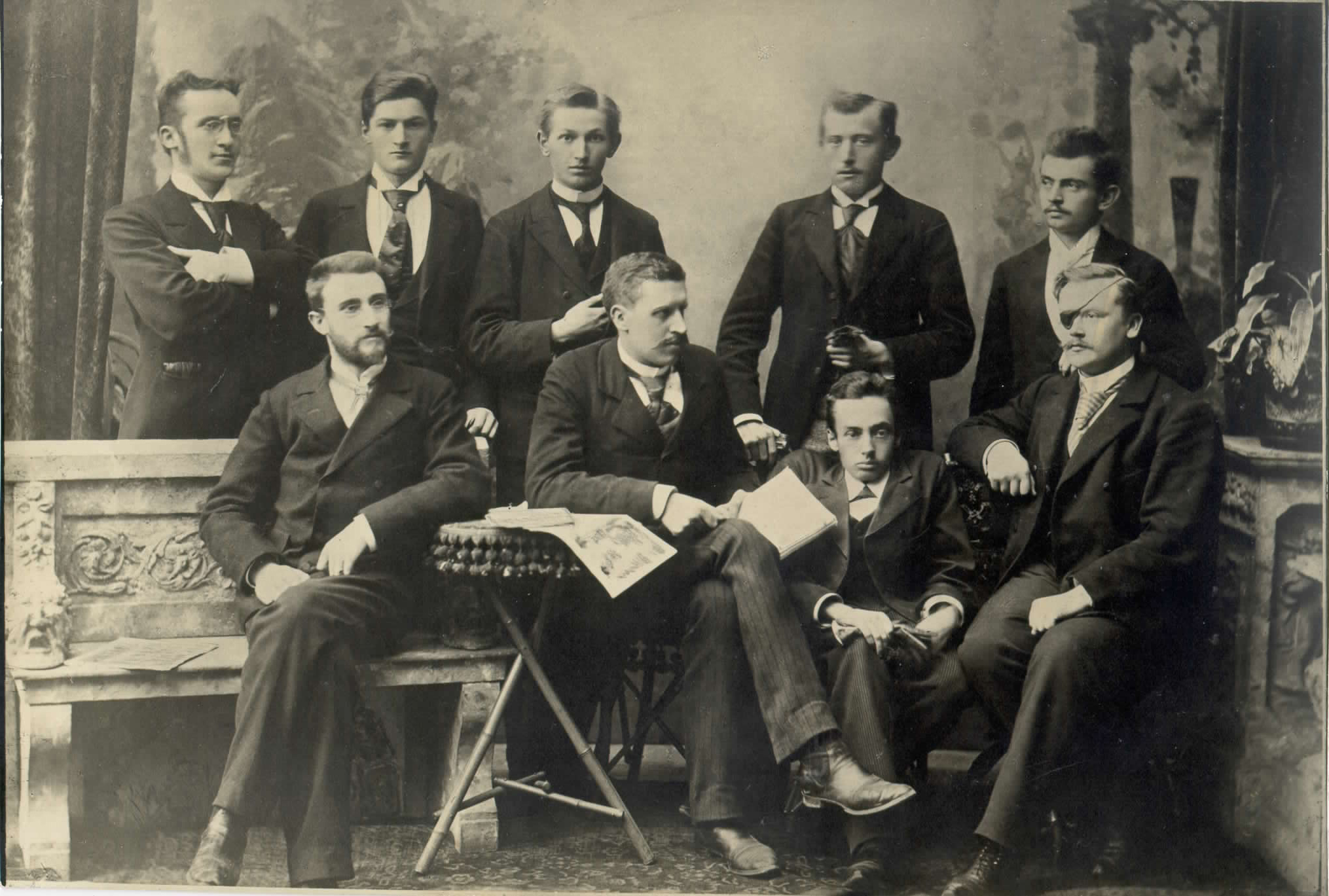
Группа литераторов в Вене, 1896 г. Первый справа И. Цанкар (стоит)

В марте 1897 года вернулся на родину, жил то в Врхнике, то в Любляне. 23 сентября 1897 года умерла мать. В 1898 году Цанкар некоторое время прожил у отца и сестры в Пуле, но вскоре вернулся в Вену, поселился в рабочем районе Оттакринге. Здесь в конце 1899 года получил должность политического обозревателя в венской газете «Die Information».

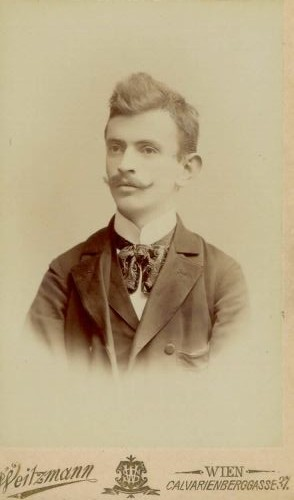
Иван Цанкар в 1900 г.

В 1907 году на короткое время вернулся на родину, выступал с лекциями, баллотировался на выборах как кандидат от Социал-демократической партии, но не был избран и вернулся в Вену, в следующем году вновь посетил Любляну, Блед, Триест, где выступал с лекцией.
Жизнь в Вене, особенно в первые годы, была полна лишений и голода, постоянной нехватки средств к существованию, однако Цанкар уже в первые годы жизни здесь изучил всю итальянскую и французскую литературу, читал книги по искусству, философии, истории, политике, участвовал в собраниях, дискуссиях, просветительской работе. В Вене Иван Цанкар прожил 11 лет, до 1909 года.
В 1909 году некоторое время жил у своего брата Карла — священника, секретаря архиепископской палаты в Сараево, затем окончательно вернулся в Любляну. Здесь сначала поселился в гостинице «Тиволи», весной 1910 года переселился на Рожник (холм в окрестностях тогдашней Любляны), где жил у семьи Бергманов до 1917 года.
В 1910—1912 годах много путешествовал по Словении, читал в некоторых городах лекции о словенской литературе.
12 мая 1913 года прочитал в Люблянском городском доме лекцию «Словенцы и югославяне» (словен. Slovenci in Jugoslovani), где высказывался за объединение всех южных славян в общее государство с сохранением языковой и культурной самобытности каждого славянского народа. Из-за высказываний в поддержку югославского политического союза был осужден на недельное тюремное заключение и возмещение судебных убытков. В августе 1914 года отправился в Врхнику навестить больного отца, здесь был вновь арестован за сербофильские высказывания, якобы произнесённые в местном питейном заведении. Был без следствия посажен в Люблянскую крепость, откуда был выпущен 9 октября. Во время его пребывания в тюрьме умер отец, о чем Цанкару не сообщили.
В ноябре 1915 года Цанкара призвали в армию и отправили в Югендбунд, в южную Австрию, но из-за слабого здоровья он был через месяц отпущен и вернулся на Рожник. В августе 1917 года переселился в центр Любляны. В конце октября 1918 года Цанкар упал, получил сотрясение мозга; не успев оправиться от него, заболел гриппом, перешедшим в воспаление легких, и 11 декабря умер. Похоронен в Любляне, на кладбище Жале, вместе с товарищами по перу — Йосипом Мурном, Драготином Кетте и Отоном Жупанчичем, в так называемой «общей гробнице модернизма».
Цанкар был слаб физически, но отличался силой духа. Он был умён, полон парадоксов, иронии и сарказма; вместе с тем сентиментален и склонен к мечтательности, с развитым этическим чувством.

## Творчество
Иван Цанкар начал писать еще в студенческие годы. В его первом опубликованном произведении — балладе «Иван Кациянар» (словен.  Ivan Kacijanar, 1893) чувствуется влияние наиболее известного словенского писателя Антона Ашкерца, в стихотворениях 1894—1896 годов — влияние словенского поэта-лирика Симона Грегорчича. Публиковал свои произведения в издании «Люблянский колокол» (словен. Ljubljanski zvon) и других изданиях.
Знакомство с новейшими течениями европейской литературы — натурализмом и декадансом привело к появлению в творчестве Цанкара иронии и скепсиса. Некоторое время увлекался Метерлинком. В 1899 г. вышел первый сборник его поэзии «Эротика» (словен. Erotika), наряду с вышедшим в том же году сборником Отона Жупанчича «Чаша опьянения» (словен. Čaša opojnosti), ознаменовавший начало словенского модерна в литературе. В первом поэтическом сборнике собрана юношеская любовная поэзия. В том же году вышел второй сборник — «Виньетки» (словен. Vinjete). Выход этих книг вызвал скандал. По приказу люблянского архиепископа Антона Бонавентуры Еглича, весь тираж «Эротики» был скуплен и сожжён. Цанкар, признавший сильное чужое влияние на стихи этого сборника, пересмотрел и улучшил его состав и подготовил новое издание (1902).
Во время учебы в Венском университете Цанкар знакомится с творчеством русских писателей — Льва Толстого, Н. В. Гоголя, в особенности Ф. М. Достоевского, оказавшего на него сильное впечатление; тогда же познакомился с драмами Г. Ибсена и Шекспира, которого переводил на словенский язык (словен. Hamlet, 1899; словен. Romeo in Julija, 1904). Он оставил поэзию и начал писать прозаические и драматические произведения, в которых заметны влияния романтизма, натурализма, декаданса, символизма и импрессионизма.
В 1901 году Цанкар опубликовал первый сатирический роман из жизни художников «Чужие» (словен. Tujci), направленный против мещанства и обывательщины. В письме брату Цанкар писал: «Эта вещь меня очень радует, и я пишу её очень легко, потому что я сам — герой. До начала третьей части все пойдет близко к действительности, а потом придет трагический конец. Лучшие абзацы — философские и сатирические».
В том же году (1901) появилась едкая сатира на показной патриотизм и национальный либерализм — комедия «Для блага народа» (словен. Za narodov blagor), которую Цанкар начал писать ещё в 1898 году.
За этой пьесой вышли в свет другие сатирические произведения — «Жизнь и смерть Петра Новляна» (словен. Življenje in smrt Petra Novljana, 1903), «Госпожа Юдит» (словен. Gospa Judit, 1904), «В лунном свете» (словен. V mesečini, 1905), «Мартин Качур» (словен. Martin Kačur, 1906), «Алеш из Разора» (словен. Aleš iz Razora, 1907), «Истории из долины Шент-Флорианской» (словен. Zgodbe iz doline šentflorjanske, 1908) и др. Те же актуальные общественные вопросы, но в форме политической драмы, поднимаются в «Короле Бетайновы» (словен. Kralj na Betajnovi, 1904).
В 1907 году Цанкар опубликовал свою наиболее известную повесть «Батрак Ерней и его право» (словен. Hlapec Jernej in njegova pravica), посвященную тяжёлому положению словенского сельского населения.
В 1902 году вышел роман Цанкара «На улице бедняков» (словен. Na klancu), в 1904 году — роман «Крест на горе» (словен. Križ na gori). В этих произведениях, в противовес сатирам, Цанкар показывает положительный идеал — любовь к родине, Богу, которую привила ему его мать, терпеливо сносившая тяготы жизни и сохранявшая живую веру и бескрайнюю любовь. В письме брату (27 июля 1902 года) По словам Цанкара, роман словен. Na klancu — «прекрасный памятник матери». Этот роман — рассказ о жизни бедняков, проникнутый острым чувством сострадания. Некоторые страницы романа, рассказывающего о полной лишений жизни одной семьи, основаны на реальных жизненных ситуациях.
В творчестве Цанкара зрелой поры усиливаются гуманистические мотивы: это новеллы о венской жизни, особенно о жизни чешских сирот и рабочих — словен. Spomladi (Весной), словен. Brez doma (Без дома), словен. Ottakring (Оттакринг), словен. Zdenko Petersilka (Зденко Петерсилька) и др.; повести (напр., «Обитель Марии Заступницы» (словен. Hiša Marije Pomočnice, 1904), рассказывающие о жизни в венских рабочих предместьях.
Свидетельством полной сочувствия и понимания любви к убогим, терпящим лишения, утрачивающим веру и надежду, является сборник «За крестом» (словен. Za križem, 1909), который Цанкар считал своей лучшей книгой до «Видений из сна» (словен. Podobe iz sanj, 1917) — цикла новелл и стихотворений в прозе, где отразились впечатления писателя от первой мировой войны и раздумья о будущем. Его автобиография (1914) и ряд небольших очерков-рассказов, собранных в книгу «Моя жизнь» (словен. Moje življenje, 1920) являются образцами психологической прозы.
В 1910 году вышла книга критических и полемических статей и эссе «Белая хризантема» (словен. Bela krizantema). В 1917 году — в самый разгар Первой мировой войны — Цанкар написал новеллу «Peter Klepec», посвящённую герою борьбы словенцев с турками. Османская империя была тогда союзницей Австро-Венгрии, и эта новелла звучала как вызов Двуединой монархии.
Наряду с художественными произведениями, Цанкар создал множество публицистических, критических и эссеистических произведений (словен. Slovenski umetniki na Dunaju, словен. Naši umetniki и др.).
Произведения Ивана Цанкара переведены на многие языки мира.

## Произведения

### Поэзия
Erotika (1899, 2 издание 1902)

### Проза
- Vinjete (1899)
- Knjiga za lahkomiselne ljudi (новеллы) (1901)
- Tujci (роман) (1902)
- Na klancu (роман) (1903)
- Ob zori (новеллы) (1903)
- Življenje in smrt Petra Novljana (повесть) (1903)
- Gospa Judit (повесть) (1904)
- Hiša Marije Pomočnice (роман) (1904)
- Križ na gori (роман) (1905)
- Potepuh Marko in kralj Matjaž (повесть) (1905)
- V mesečini (новеллы) (1905)
- Martin Kačur (роман) (1905)
- Polikarp (повесть) (1905)
- Smrt in pogreb Jakoba Nesreče (повесть) (1905)
- V samoti (повесть) (1905)
- Nina (роман) (1906)
- Smrt in pogreb Jakoba Nesreče (повесть) (1906)
- Aleš iz Razora (повесть) (1907)
- Hlapec Jernej in njegova pravica (повесть) (1907)
- Marta (роман) (1907)
- Novo življenje (роман) (1908)
- Zgodbe iz doline šentflorjanske (1908)
- Kurent (повесть) ([1909)
- Sosed Luka (новелла) (1909)
- Za križem (новеллы) (1909)
- Troje povesti (повести) (1911)
- Volja in moč (новеллы) ([1911)
- Milan in Milena (роман) ([1913)
- Podobe iz sanj (эссе, очерки) ([1920)
- Mimo življenja (новеллы) (1920)
- Moje življenje (эссе, очерки) (1920)
- Grešnik Lenart (автобиорафическая повесть) (1913/1914; впервые напечатана в 1921)

### Драматургия
- Romantične duše (драма) (1897)
- Jakob Ruda (драма) (1900)
- Za narodov blagor (драма) (1901)
- Kralj na Betajnovi (драма) (1902)
- Pohujšanje v dolini šentflorjanski (драма) (1907)
- Hlapci (драма) (1910)
- Lepa Vida (драма) (1911)

### Произведения для детей
- Pehar suhih hrušk (1987)
- Bobi (1909)
- Peter Klepec (1917)
- Na peči (1876—1918)

Эссе
- Krpanova kobila (esej) (1907)
- Bela krizantema (esej) (1910)
- Črtice (1876—1918)
- Tuje Življenje (1876—1918)

## Переводы на русский язык
- Повести и рассказы. — Москва: ОГИЗ-Гослитиздат. — 1945. — 192 с.
- Избранное, предисл. и перев. Е.Рябовой. — Москва: Гослитиздат. — 1958. — 552 с.
- На улице бедняков. — Москва: Художественная литература. — 1961.
- Мартин Качур. Батрак Ерней и его право. Повесть о Симоне Сиротнике (повести). — Москва: Художественная литература. — 1973 г. — 288 с.
- Рассказы. — «Иностранная литература» № 5. — 1976.
- Избранное: В 2 т. , сост. и примеч. А. Романенко; предисл. Е.Рябовой. — Москва: Художественная литература. — 1981;
- Чужие. На улице бедняков; Мартин Качур, предисл. Е.Рябовой, перев. Е. Рябовой, М. Рыжовой, С. Урбана. — Москва: Художественная литература. — 1987. — 413 с.
- Обитель Марии Заступницы, перев. М. Рыжовой. — Москва: Umco, 2011. — 128 c.
- За праздничными лепешками; В потемках; Святой Иоанн в селе Бильки; Дети и старики; Врзденец; Вечерняя молитва / Словенская новелла XX в. в переводах М. Рыжовой. — Москва: «Центр Книги» ВГБИЛ им. М. И. Рудомино, 2011. — 318 с.

## Память
- Цанкарьева награда (Cankarjevo priznanje). Награда ежегодного фестиваля школьных творческих работ
- Цанкарьева заложба (Cankarjeva založba) — крупнейшее издательство Словении, находится в Любляне, действует с 1 июля 1945 г.
- Культурный и конгрессный центр им. И. Цанкара в Любляне (Cankarjev dom) — крупнейший культурный центр в Любляне, действующий с 1980 г.]

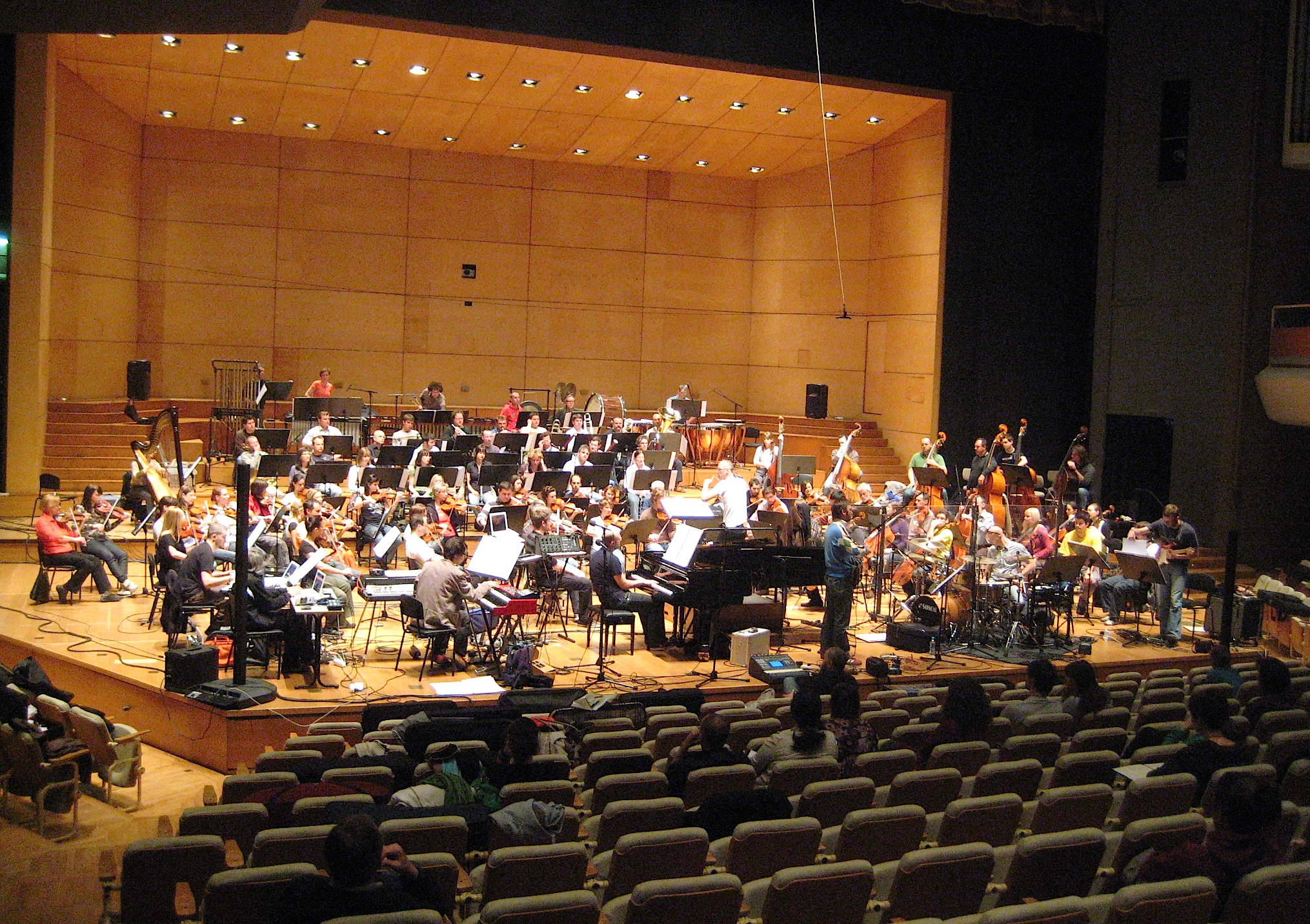
Концерт в зале Галлуса Культурного и конгрессного центра им. Цанкаря в Любляне

- Дом культуры в Врхнике (Cankarjev dom Vrhnika)
- Улица Цанкара в городах Словении: в Любляне, Целье, Мариборе, Копере, Веленье, Новой Горице, Радовлице, Постойне,Кочевье, Словень-Градце, Илирске Бистрице, Мурске Соботе, Кране и др.
- Студенческий городок в Любляне (Dijaški dom Ivana Cankarja)
- Библиотека им. Ивана Цанкара в Врхнике (Cankarjeva knjižnica Vrhnika)
- Школа им. Цанкара в Врхнике, Трбовлье , Лютомере .

### На русском языке
- Е. И. Рябова И. Цанкар и литературные течения в словенской литературе конца XIX — начала XX веков. — Литература славянских и балканских народов конца XIX — начала XX веков. — М., 1976. — с. 225—261.
- А. Г. Бодрова. Автобиографическая проза Ивана Цанкара. — Спб, 2010.
- А. Г. Бодрова. Словенский писатель Иван Цанкар в Вене. — Славяне в неславянских странах. Вып.1. — СПб., 2010. — С. 9-15.
- Т. Чепелевская. Концепты дома и пути в романах Ивана Цанкара. — Obdobja 21. — Ljubljana. — 63-71.

### На белоруском языке
- М. Трус Аповесць Івана Цанкара «Батрак Ернэй і яго права» (1907) у Беларусі: рэцэпцыя, пасрэдніцтва, кантэкст // Полымя. – 2023. – № 10. – С. 64 – 74.

### На словенском языке[8]
- Cankarjev zbornik. Uredil J. Glonar. — Ljubljana, 1921.
- Simpozij o Ivanu Cankarju. Uredili J. Vidmar, Š. Barbarič, F. Zadravec. — Ljubljana, 1977.
- Podoba Ivana Cankarja. Uredil M. Maleš. — Ljubljana, 1945.
- Ivan Cankar v besedi in sliki. Uredil Bogomil Gerlanc. — Ljubljana, 1979.
- Ivan Cankar v prevodih. Uredil J. Moder. — Murska Sobota, 1977.
- 100 let Ivana Cankarja. Gradivo zbral in uredil Bogomil Gerlanc. — Ljubljana, 1976.
- Ivan Cankar, glasnik naših dni. Zbral in uredil Bogomil Gerlanc, bibliografski pregled «Cankarjevo delo» sestavila Štefka Bulovec. — Ljubljana 1946.
- Zgodovina slovenskega slovstva, I—VII. — Ljubljana, 1956—1971.
- D. Pirjevec. Ivan Cancar in evropska literatura. — Ljubljana, 1964.
- D. Kermavner. Ivan Cancar in slovenska politika leta 1918. — Ljubljana, 1968.
- F. Zadravec. Cankarjevi pogledi na jezik. — F. Zadravec. Elementi slovenske moderne književnosti. — Murska Sobota: Pomurska založba, 1980 — s. 9-34.
- F. Bernik. Tipologija Cankarjeve proze. — Ljubljana — 1983.
- B. Pogorelec. Slogovni razvoj v Cankarjevi prozi. — Obdobje simbolizma v slovenskem jeziku, literaturi in kulturi. — Ljubljana: Oddelek za slovanske jezike in književnosti (Obdobja,4, 2. del), 1983 — s. 213—222.
- F. Zadravec. Cankarjeva ironija. Ljubljana, 1991.
- K. Mihurko. Maeterlinck in Cankar v «gozdu simbolov». — Sodobnost XLII/ 6/7. — 1994. — s. 588—592.
- I. Avsenik Nabergoj I. Simbolni slog v Cankarjevi osebnoizpovedni prozi. — Slavistična revija, letnik 53/2005, št. 4, oktober-december. — Ljubljana. — s. 443—568.